# Los Molinos (Madrid)
Los Molinos ist ein zentralspanischer Ort und eine Berggemeinde (municipio) mit 4.731 Einwohnern (Stand: 2024) im Nordwesten der Autonomen Gemeinschaft Madrid.

## Lage und Klima
Los Molinos liegt am Südrand der Sierra de Guadarrama am Río Guadarrama knapp 60 km nordwestlich der Stadt Madrid in einer Höhe von ca. 1045 m. Das Klima im Winter ist kühl, im Sommer dagegen trotz der Höhenlage gemäßigt bis warm; Niederschläge – manchmal auch in Form von Schnee – (ca. 689 mm/Jahr) fallen überwiegend im Winterhalbjahr.

## Bevölkerungsentwicklung
| Jahr      | 1970 | 1981 | 1991 | 2001 | 2011 | 2021 |
| Einwohner | 1977 | 2145 | 2460 | 3497 | 4562 | 4563 |

Der anhaltende Bevölkerungsanstieg mit den 2000er Jahren ist im Wesentlichen auf die relative Nähe zum Großraum Madrid zurückzuführen. Darüber hinaus spielt auch der zunehmende innerspanische Tourismus eine wichtige Rolle für die Entstehung von Arbeitsplätzen und die Neuansiedlung von Familien.

## Wirtschaft
In früheren Zeiten lebten die Bewohner des Ortes wie der gesamten Bergregion nahezu ausnahmslos als Selbstversorger von den Erträgen ihrer Felder und Hausgärten; auch Viehzucht wurde betrieben. Mit der Verbesserung der Verkehrsbedingungen (Eisenbahnanbindung, Autobusse) seit der Mitte des 19. Jahrhunderts ist der Ort als Luftkurort und Sommerfrische immer beliebter geworden. Der Bahnhof liegt im Ortsteil Matarrubia an der Bahnstrecke Villalba–Segovia.

## Sehenswürdigkeiten

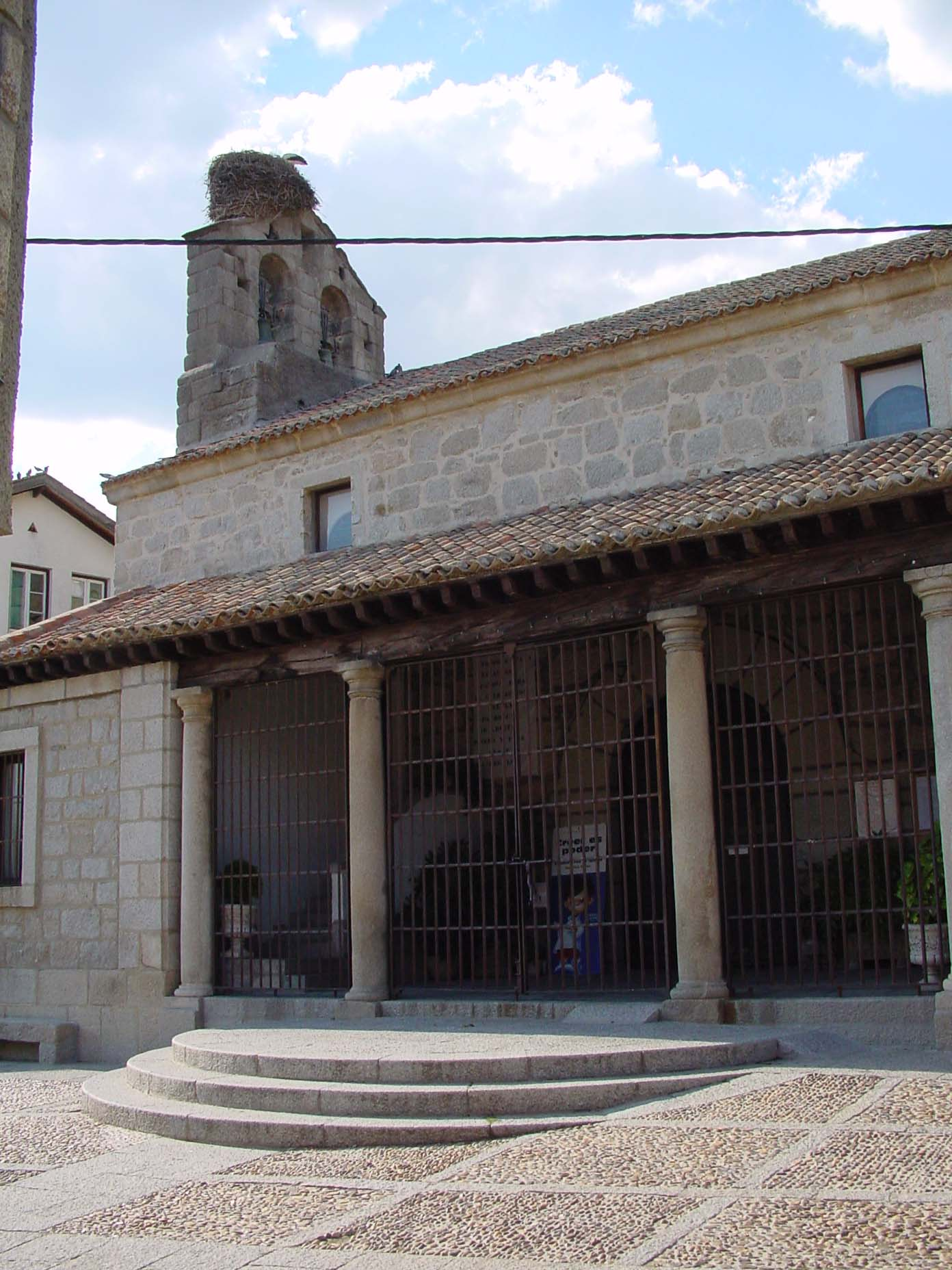
Kirche Mariä Empfängnis
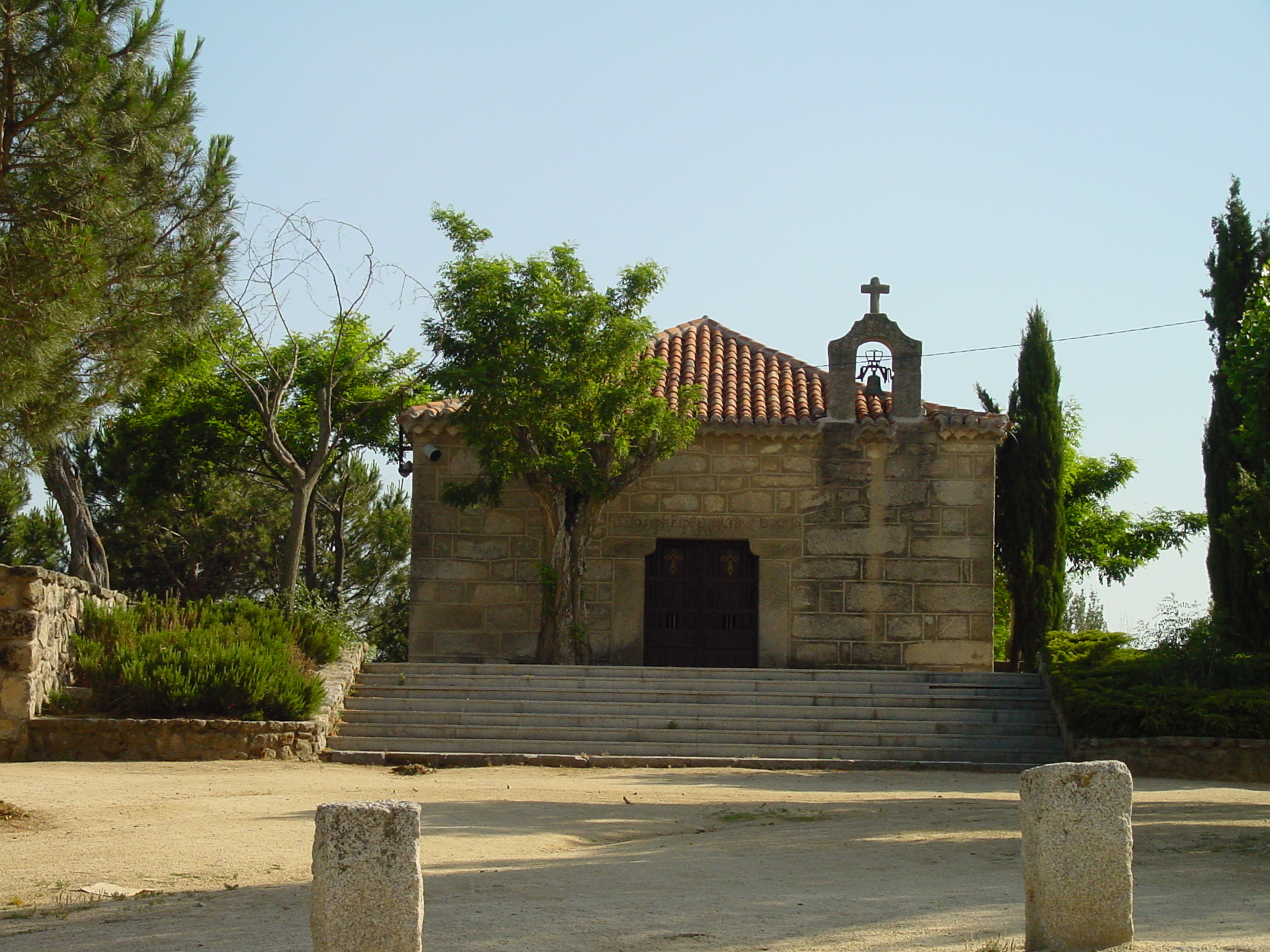
Einsiedelei San José
- Rathaus

- Kirche Mariä Empfängnis
- Einsiedelei San José